# Teco Cardoso
Teco Cardoso (* 25. Oktober 1960 in São Paulo) ist ein brasilianischer Jazzsaxophonist und -flötist.
Cardoso war seit Ende der 1980er Jahre Mitglied der Gruppe ZonAzul und der Gruppe Pau Brasil, mit der er fünf Alben aufnahm. Weitere Aufnahmen spielte er mit Edu Lobo (Corrupião), Dori Caymmi (Kicking Cans), Joyce (Delírio de Orfeu, Live at the Mojo Club und Ilha Brasil), Hermeto Pascoal (Só não Toca Quem não Quer) und João Donato (Coisas tão Simples) ein. 
Von 1990 bis 1992 lebte er in Los Angeles und arbeitete dort mit Guilherme Vergueiro, Dori Caymmi, Oscar Castro-Neves, Leny Andrade, Ivan Lins, Toots Thielemans, Moacir Santos und Walter Booker zusammen. Mit dem Gitarristen Ulisses Rocha nahm er das Album Caminhos Cruzados auf, das von der Kritik als eines der besten Instrumentalalben des Jahres 1994 eingeschätzt wurde.
Als Mitglied des Quarteto Livre wirkte er am Album Pra Que Mentir mit und trat beim Festival Chorando Alto mit dem Gitarristen Jim Hall auf. Mit dem Pianisten Benjamin Taubkin gründete er 1987 das Label Núcleo Contemporâneo bei dem im Folgejahr sein erstes Soloalbum Meu Brasil erschien. Dieses wurde mit dem Prêmio Sharp - 98 in der Kategorie Instrumentalmusik ausgezeichnet.
Mit Caíto Marcondes komponierte er den Soundtrack zu dem Film O Cineasta da Selva und spielte ihn ein. Die Aufnahme wurde für den Prêmio Sharp - 99 nominiert. Mit dem Orquestra Popular de Câmara gewann er für das gleichnamige Album den Prêmio Movimento - 99. Aus gemeinsamen Auftritten mit der Flötistin Léa Freire in den USA entstand 1999 Cardosos zweites Album Quinteto.